# Adiantum pulchellum
Adiantum pulchellum är en kantbräkenväxtart som beskrevs av Bl. Adiantum pulchellum ingår i släktet Adiantum och familjen Pteridaceae. Inga underarter finns listade.